# Район имени Полины Осипенко
Райо́н и́мени Поли́ны Осипе́нко — административно-территориальная единица (район) и муниципальное образование (муниципальный район) в Хабаровском крае Российской Федерации.
Административный центр — село имени Полины Осипенко.

## География
Район имени Полины Осипенко расположен в центральной части Хабаровского края. Территория района занимает площадь 34 970 км². Район граничит на севере — с Тугуро-Чумиканским районом, на востоке — с Ульчским районом, на юге — с Солнечным районом, на юго-западе — с Верхнебуреинским районом Хабаровского края, на западе — с Амурской областью.
Западную часть района занимают хребты Ям-Алинь, Дуссе-Алинь, Эткиль-Янканский, Меваджа и Кольтоурский; в восточной части параллельно реке Амгуни — хребет Кивун, Омальский, Омельдинский и Чаятын, в центральной части района — Нимелено-Чукчагирская низменность.
Основные реки района: Амгунь и её притоки — Нимелен, Нилан, Семи, Ольджикан, Уда, Сомни. Амгунь судоходная от устья до села имени Полины Осипенко. Озёр всего около четырёх тысяч, крупнейшие — Чукчагирское (366 км²), Джевдуха (19 км²).

### Климат
Среднегодовая температура: −3,2°C, среднегодовое количество осадков: 475 мм, средняя температура января составляет: −29,3 °C, июля: +16,6 °C.
Район им. Полины Осипенко приравнен к районам Крайнего Севера.

## История
Район имени Полины Осипенко был образован в 1926 году, до 1939 года назывался Кербинским. Переименован и назван в честь летчицы, Героя Советского Союза Полины Денисовны Осипенко, совершившей в 1938 беспосадочный перелёт по маршруту «Москва — Дальний Восток», закончившийся на территории данного района.

## Население
| 1926  | 1933  | 1959  | 1970  | 1979  | 1988  | 1989  |
| ----- | ----- | ----- | ----- | ----- | ----- | ----- |
| 1795  | ↗6500 | ↗7789 | ↗7912 | ↘6777 | ↗7795 | ↘7651 |
| 1992  | 2000  | 2002  | 2004  | 2008  | 2009  | 2010  |
| ↗8000 | ↘7700 | ↘6568 | ↗6575 | ↘6100 | ↘5962 | ↘5198 |
| 2011  | 2012  | 2013  | 2014  | 2015  | 2016  | 2017  |
| ↘5192 | ↘5071 | ↘4976 | ↘4826 | ↘4682 | ↘4627 | ↘4561 |
| 2018  | 2019  | 2020  | 2021  | 2023  | 2024  | 2025  |
| ↘4462 | ↘4320 | ↘4256 | ↘3873 | ↘3657 | ↘3532 | ↘3503 |

### Национальный состав
Население района составляет около 6 тыс.человек, в том числе народы Севера 0,4 тыс. (эвенки, негидальцы), плотность населения 0,2 человека на 1 кв.км.

## Муниципально-территориальное устройство
В муниципальный район входят 5 муниципальных образований нижнего уровня со статусом сельских поселений, а также 1 межселенная территория без какого-либо статуса муниципального образования:
| №        | Сельские поселения              | Административный центр     | Количество населённых пунктов | Население | Площадь, км² |
| -------- | ------------------------------- | -------------------------- | ----------------------------- | --------- | ------------ |
| 1        | Бриаканское сельское поселение  | село Бриакан               | 3                             | ↘921      | 21,53        |
| 2        | Село Владимировка               | село Владимировка          | 2                             | ↘207      | 5,58         |
| 3        | Село имени Полины Осипенко      | село имени Полины Осипенко | 1                             | ↘1817     | 29,72        |
| 4        | Село Удинск                     | село Удинск                | 1                             | ↘81       | 2,18         |
| 5        | Херпучинское сельское поселение | посёлок Херпучи            | 3                             | ↘765      | 25,08        |
| 5.000001 | межселенная территория          |                            | 6                             |           |              |

### Населённые пункты
В районе имени Полины Осипенко 15 населённых пунктов.
| №  | Населённый пункт      | Тип                  | Население | Муниципальное образование                       |
| -- | --------------------- | -------------------- | --------- | ----------------------------------------------- |
| 1  | Бриакан               | село                 | ↘836      | Бриаканское сельское поселение                  |
| 2  | Весёлая Горка         | село                 | ↘26       | Бриаканское сельское поселение                  |
| 3  | Владимировка          | село                 | ↘205      | сельское поселение «Село Владимировка»          |
| 4  | Главный Стан          | село                 | ↘59       | Бриаканское сельское поселение                  |
| 5  | Гуга                  | село                 | ↗2        | сельское поселение «Село Владимировка»          |
| 6  | Каменка               | гидрологический пост | ↗2        | межселенная территория                          |
| 7  | Князево               | село                 | ↘11       | Херпучинское сельское поселение                 |
| 8  | Обхорошее             | гидрологический пост | →1        | межселенная территория                          |
| 9  | Оглонги               | село                 | ↘345      | Херпучинское сельское поселение                 |
| 10 | Октябрьский           | посёлок              | →0        | межселенная территория                          |
| 11 | имени Полины Осипенко | село                 | ↘1817     | сельское поселение «Село имени Полины Осипенко» |
| 12 | Тимченко              | гидрологический пост | ↘1        | межселенная территория                          |
| 13 | Удинск                | село                 | ↘81       | сельское поселение «Село Удинск»                |
| 14 | Упагда                | гидрологический пост | ↘1        | межселенная территория                          |
| 15 | Херпучи               | посёлок              | ↘409      | Херпучинское сельское поселение                 |

Упразднённые населённые пункты:
- 1998 год — посёлки ГЭС, Весёлый; контрольные пункты связи Моноли, Яшкино,Тринадцатый ключ, Нилан, Юкачи, Виандра, Ключ, Северный, Им, Перекат[37]
- 2000 год — контрольные пункты связи Малышевское, Гакцинка, Демьяновка, Шейкино[38]
- 2001 год — контрольные пункты связи Горный и Дзадзаево[39]
- 2024 год — контрольный пункт связи Ниланкан

## Транспорт
Внешние и внутренние транспортные связи осуществляются по реке Амгунь до села имени Полины Осипенко и автомобильным транспортом по дороге от станции Постышево на БАМе до села Бриакан, райцентра и далее по зимнику в Тугуро-Чумиканский район. Протяженность автодорог общего пользования — 126 км, из них 83 км с твёрдым покрытием. В селе имени Полины Осипенко, селе Херпучи, посёлке Октябрьский имеются аэропорты (аэродромы), с которых выполняются авиарейсы до Хабаровска, Николаевска-на-Амуре, Чумикана, Аяна, Нелькана.